# Jean-Claude Mailly
Pour les articles homonymes, voir Mailly.
Jean-Claude Mailly, né le 12 mars 1953 à Béthune, est un syndicaliste français.
Il est secrétaire général de Force ouvrière de 2004 à 2018, année où Pascal Pavageau lui succède temporairement et brièvement.

## Biographie

### Famille et études
Il est le fils de Claude Mailly, directeur de l'Urssaf d'Arras, longtemps secrétaire général du Syndicat national FO des cadres des organismes sociaux, et de Paulette Petitprez (1925-2018).
Après des études de sciences économiques et sociales, Jean-Claude Mailly entre à la Caisse nationale d'assurance maladie (CNAM) comme chargé d'études en 1978. Il adhère aussitôt à Force ouvrière, dont son père, son grand-oncle et son arrière-grand-père étaient déjà militants,, son arrière-grand-père ayant contribué à la fondation du syndicat.

### Parcours syndical
Élu délégué du personnel, puis mandaté délégué syndical à la CNAM, il devient permanent du syndicat dès 1981 comme assistant du secrétaire général de FO. Pour cette raison, il est considéré par ses adversaires comme un « apparatchik ».
De 1994 à 1999, il est membre du Conseil économique et social.
En 2000, il devient secrétaire confédéral chargé de la presse.
Le 7 février 2004, il succède à Marc Blondel comme secrétaire général de FO. Il est réélu en juin 2007 (congrès de Lille), en février 2011 (congrès de Montpellier) et en février 2015 (congrès de Tours).
Monté en première ligne lors du mouvement contre le contrat première embauche (CPE) en 2006, Jean-Claude Mailly est l'un des quelques dirigeants syndicaux qui ont appelé à une journée de grève générale interprofessionnelle lors des mouvements contre la réforme des retraites, en 2010.
Après que Force ouvrière s'est opposé, durant toute l'année 2016, à la loi Travail, participant à toutes les manifestations, Jean-Claude Mailly publie, en novembre, Les Apprentis sorciers : l'invraisemblable histoire de la loi Travail, où il explique pourquoi la réforme portée par Myriam El Khomri est « un échec sur toute la ligne ». Il y livre son appréciation sur la loi Travail : cette « folle loi » qui a chamboulé les fondamentaux d’un code du travail qu’on a voulu réécrire à cause de sa « complexité », son « obésité » ou son « archaïsme », autant de « lieux communs visant à affaiblir les salariés alors que la subordination du travailleur devient de fait plus insidieuse et plus envahissante. »
Il quitte ses fonctions en avril 2018, lors du 24e congrès du syndicat, en partie désavoué par les adhérents, son rapport d'activité n'étant approuvé que par 50,54 % des votants.
En novembre 2018, la publication de son salaire (8 361 euros bruts par mois) et de notes de frais (34 000 euros en 2017) lorsqu'il dirigeait FO provoque une polémique.

### Après Force ouvrière
Deux mois après avoir quitté la direction du syndicat, il se reconvertit dans le conseil en rejoignant la société de Raymond Soubie, Alixio,, spécialisée dans la stratégie sociale et la restructuration d'entreprises,.
En 2019, il crée sa propre affaire, JCBC Conseil.

### Vie privée
Jean-Claude Mailly est père d'un enfant.

## Prises de position
En 2012, lors d'une visite sur le site nucléaire de Marcoule dans le Gard, Jean-Claude Mailly déclare que le nucléaire est une filière d'avenir.
En mars 2017, il défend la décision de la Cour de justice de l'Union européenne interdisant tout signe religieux au travail.
Ami de Martine Aubry et de François Rebsamen, il est membre du PS, ce que d'aucuns, au sein de FO, lui reprochent.
Il est l'un des éditorialistes réguliers de l'hebdomadaire Franc Tireur.
Proche de l'ex-Premier ministre Bernard Cazeneuve, il cherche en 2023 à créer avec lui un nouveau parti qui incarnerait une « autre gauche » anti-NUPES.

## Engagement
Jean-Claude Mailly est membre du comité d'honneur de l'Association pour le droit de mourir dans la dignité (ADMD).

## Ouvrages
- Qu'est-ce que Force ouvrière ?, 3e éd. revue et augmentée, Paris, L'Archipel, 2008  (ISBN 978-2-8098-0133-0)
- Il faut sauver le service public, Paris, Librio, 2014  (ISBN 978-2-290-07592-0)
- Les Apprentis sorciers : l'invraisemblable histoire de la loi Travail, Paris, Les Liens qui libèrent, 2016  (ISBN 979-10-209-0456-0)
- Manifs et Chuchotements, Paris, Flammarion, 2021  (ISBN 9782080207036)